# Partit Verd de Zàmbia
El Partit Verd de Zàmbia (en anglès: Green Party of Zambia) és un partit polític de Zàmbia que es va fundar l'any 2013. És un dels 21 membres de la Federació Verda Africana de Global Greens.
Es van presentar per primera vegada a les eleccions presidencials de 2015 amb el candidat Peter Sinkamba.

## Resultats electorals

### Presidencials
| Elecció | Candidat de partit | Vots  | %    | Resultat  |
| ------- | ------------------ | ----- | ---- | --------- |
| 2015    | Peter Sinkamba     | 1,410 | 0.08 | No elegit |
| 2016    | Peter Sinkamba     | 4,515 | 0.12 | No elegit |

### Parlamentàries
| Elecció | Vots | %    | Escons       | +/– | Posició | Govern   |
| ------- | ---- | ---- | ------------ | --- | ------- | -------- |
| 2016    | 407  | 0.01 | 0 / 156 (0٪) | 0=  | 12è     | Oposició |